# The Pickwick Players
Rugbyclub The Pickwick Players is een Nederlandse rugbyvereniging uit Deventer. Het is de grootste rugbyvereniging van Oost-Nederland (NRB District Oost).
De naam van de vereniging is afgeleid van "The Pickwick Pub", een Engelse Pub in de binnenstad waarvan de eigenaar de aanzet gaf tot oprichting van de vereniging.
The Pickwick Players heeft verschillende herenteams en een damesteam. Daarnaast zijn er jeugdteams in alle leeftijdsklassen.
Sinds 2008 heeft The Pickwick Players een damesteam.

## Locatie
The Pickwick Players verhuisde in 2009 naar sportpark "Keizerslanden" waar ze de beschikking kreeg over een nieuw clubhuis met kleedkamers, een krachthonk en twee velden. Tot 2009 was de vereniging gehuisvest op sportpark "Rielerenk".

## Clubkleuren
De clubkleuren zwart en groen zijn afkomstig van de eerste tenues, die geregeld werden door een van de oprichters van de vereniging.